# Spring Stampede 1998
Spring Stampede 1998 fu un pay-per-view della federazione World Championship Wrestling (WCW); si svolse il 19 aprile 1998 presso il Denver Coliseum, Colorado, Stati Uniti.

## Descrizione
La prima edizione dell ppv WCW Spring Stampede si svolse nell'aprile 1994, e si trattò della prima volta che la World Championship Wrestling (WCW) organizzava un pay-per-view nel mese di aprile; il tutto faceva parte del progetto di ampliare la propria offerta di eventi a pagamento per alzare la competizione con la rivale World Wrestling Federation. L'evento non si svolse nel 1995 e 1996 ma ritornò nell'aprile 1997. Il nome "Spring Stampede" sarebbe stato usato per altre tre volte, nel 1998, 1999 e 2000, prima che la WCW chiudesse i battenti nel marzo 2001.
Tutte le edizioni di Spring Stampede erano a tema western, cosa che si rifletteva nel montaggio, nei poster, nelle entrate e nella decorazione e scenografia dei set.
Il main event della serata fu il No Disqualification match tra Sting e Randy Savage con in palio il titolo WCW World Heavyweight Championship. Savage schienò Sting e vinse la cintura.
Altri match di rilievo che si svolsero all'evento furono Diamond Dallas Page contro Raven in un Raven's Rules match per il WCW United States Heavyweight Championship, Hollywood Hogan & Kevin Nash contro Roddy Piper & The Giant in un Baseball Bat on a Pole match, e Lex Luger & Rick Steiner contro Scott Steiner & Buff Bagwell in un tag team match.

## Risultati
| N. | Risultati                                                                    | Stipulazione                                                          | Durata |
| -- | ---------------------------------------------------------------------------- | --------------------------------------------------------------------- | ------ |
| 1  | Goldberg sconfigge Perry Saturn (con Billy Kidman)                           | Single match                                                          | 08:10  |
| 2  | Último Dragón sconfigge Chavo Guerrero Jr. (con Eddie Guerrero)              | Single match                                                          | 11:49  |
| 3  | Booker T (c) sconfigge Chris Benoit                                          | Single match per il WCW World Television Championship                 | 14:11  |
| 4  | Curt Hennig (con Rick Rude) sconfigge The British Bulldog (con Jim Neidhart) | Single match                                                          | 04:48  |
| 5  | Chris Jericho (c) sconfigge Prince Iaukea                                    | Single match per il WCW Cruiserweight Championship                    | 09:55  |
| 6  | Rick Steiner & Lex Luger sconfiggono Scott Steiner & Buff Bagwell            | Tag team match                                                        | 05:58  |
| 7  | Psychosis sconfigge La Parka                                                 | Single match                                                          | 06:59  |
| 8  | Hollywood Hogan & Kevin Nash sconfiggono Roddy Piper & The Giant             | Baseball Bat on a Pole match                                          | 13:23  |
| 9  | Raven sconfigge Diamond Dallas Page (c)                                      | Raven's Rules match per il WCW United States Heavyweight Championship | 11:52  |
| 10 | Randy Savage (con Miss Elizabeth) sconfigge Sting (c)                        | No Disqualification match per il WCW World Heavyweight Championship   | 10:08  |

Altre personalità presenti
| Ruolo          | Nome:                |
| -------------- | -------------------- |
| Commentatori   | Bobby Heenan         |
| Commentatori   | Tony Schiavone       |
| Commentatori   | Mike Tenay           |
| Arbitro        | Nick Patrick         |
| Intervistatore | "Mean" Gene Okerlund |
| Annunciatore   | David Penzer         |